# بنك زراي تارقياتي المحدود
مصرف زراي تارقياتي المحدود (إختصاراً بالإنجليزية: ZTBL ) (بالأردوية: زرعی ترقیاتی بینک لمیٹڈ)‏،المعروف سابقًا باسم بنك التنمية الزراعية الباكستاني ، وهو بنك تنمية زراعية مملوك للحكومة الباكستانية ومقره إسلام أباد ، باكستان. تأسس البنك في عام 1961 كبنك للتنمية الزراعية ، وأعيدت تسميته في عام 2002 إلى بنك زاراي تارقياتي المحدود (ZTBL) وتم تأسيسه لاحقًا كشركة عامة محدودة في عام 2002 بموجب قانون الشركات لعام 1984 . 
يقدم المصرف خدمات الائتمان الزراعي والخدمات المصرفية للمزارعين في جميع أنحاء البلاد. وهي لا تزال أكبر مؤسسة مالية لتطوير الزراعة في القطاع العام في البلاد.

## أنظر أيضا
- باكستان
- بنك الدولة الباكستاني
- اقتصاد باكستان
- البنك الوطني الباكستاني

## روابط خارجية
- تكنولوجيا الزراعة من ZTBL
- خدمات دعم كيسان (الخاصة) المحدودة نسخة محفوظة 14 سبتمبر 2018 على موقع واي باك مشين.
- المجتمع الزراعي الباكستاني لتحسين الزراعة
- رابطة مؤسسات تمويل التنمية في آسيا والمحيط الهادئ

قالب:Banking in Pakistan